# رودني فيليبس
رودني فيليبس (بالإنجليزية: Rodney Phillips)‏ هو لاعب شطرنج نيوزلندي، ولد في 1942، وتوفي في 1969.

## روابط خارجية
- رودني فيليبس على موقع مباريات الشطرنج (الإنجليزية)